# Israel en los Juegos Olímpicos de Montreal 1976
Israel estuvo representado en los Juegos Olímpicos de Montreal 1976 por un total de 26 deportistas, 24 hombres y 2 mujeres, que compitieron en 10 deportes.
La portadora de la bandera en la ceremonia de apertura fue la atleta Esther Shakhamorov-Rot. El equipo olímpico israelí no obtuvo ninguna medalla en estos Juegos.